# چستر نیوتون
چستر نیوتون (انگلیسی: Chester Newton; ۱۸ سپتامبر ۱۹۰۳ – ۱۱ مهٔ ۱۹۶۶) کشتی‌گیر اهل ایالات متحده آمریکا بود.
وی در مسابقات کشوری و بین‌المللی در مجموع برندهٔ ۱ مدال نقره شده‌است.